# Leucoplasia pilosa
A leucoplasia pilosa, é uma lesão de aspecto esbranquiçado mais comum nos bordos laterais da língua.
Acredita-se que esta seja provocada pelo vírus EBV (Epstein-Barr - o mesmo da mononucleose).
É muito frequente em pacientes infectados pelo vírus HIV.